# Иоанну, Фифис
Фифис (Неофитос) Иоанну (греч. Φιφής (Νεόφυτος) Ιωάννου, 1914 — 1988) — кипрский журналист и редактор, генеральный секретарь Прогрессивной партии трудового народа Кипра (1945—1949), президент Союза журналистов Кипра (1973—1979).

## Биография
Родился в Никосии. Работал учителем с 1937 по 1944 гг. В 1944 году присоединился к подпольной Коммунистической партии Кипра. В 1945 году был избран генеральным секретарём ЦК. Был редактором издаваемых АКЭЛ журналов «Димократис» (греч. Δημοκράτης), «Анорфосис» (греч. Ανόρθωσις), «Феоритики анорфосис» (греч. Θεωρητική Ανόρθωσις) и «Феоритикос димократис» (греч. Θεωρητικός Δημοκράτης).
Позднее работал редактором таких газет как «Фос» (греч. Φως), «Филелеуферос» (греч. Ο Φιλελεύθερος) и «Эфники» (греч. Εθνική). Президент Союза журналистов Кипра (1973—1979).